# 호레이스 그랜트
호레이스 그랜트(Horace Junior Grant Sr., 1965년 7월 4일 ~ )은 시카고 불스의 사장이자 COO인 마이클 레인스도르프의 특별 고문인 미국의 전직 프로 농구 선수이다. 클렘슨 대학교에서 대학 농구를 한 후 NBA(전미 농구 협회)에서 프로 선수로 활동했으며 그곳에서 4회 챔피언이 되었다. 시카고 불스에서 3번의 우승, 로스앤젤레스 레이커스에서 1번의 우승을 차지했다. 호레이스는 전 NBA 선수 하비 그랜트의 쌍둥이 형제이다.

## 어린 시절
그랜트는 1965년 7월 4일 조지아 주 오거스타에서 태어났다. 그와 그의 쌍둥이 형제 하비는 조지아 주 핸콕 카운티에서 자랐으며 조지아주 스파르타에서 학교를 다녔다.

## 대학 경력
그랜트는 클렘슨 대학교에 다녔으며 피 카파 알파의 회원이었다. 클렘슨 타이거스에서 그는 ACC 역사상 득점(평균 21.0), 리바운드(9.6), 필드골 슈팅(70.8%) 부문에서 리그 1위를 차지한 최초의 선수가 되었다. 1987년 그랜트는 클렘슨을 NCAA 토너먼트로 이끄는 데 도움을 주었고 ACC 올해의 선수로 선정되어 그 영예를 얻은 최초의 클렘슨 선수가 되었다.

## 은퇴 이후
2009년 그랜트는 NBA 친선대사로 임명되었다.
2016년에 시카고 불스의 회장이자 COO인 마이클 레인스도르프의 특별 고문이 되었다.